# Allerød Gymnasium
Allerød Gymnasium (AG) er et STX-gymnasium beliggende i Allerød Kommune. Gymnasiet har ca. 700 elever og 70 lærere. Som følge af vækst i elevtallet blev skolen i 2013 og 2015 udvidet med tilbygninger til henholdsvis lærere og elever i form af lærerforberedelses- og klasselokaler. Skolen har egen idrætshal. Skolen har 27 klasser fordelt på tre årgange.
Eleverne kommer primært fra Farum, Hillerød, Birkerød, Søllerød, Virum, Lynge og Allerød.

## Kendte studenter fra Allerød Gymnasium
- ca. 1981: Nikolaj Cederholm, dramatiker, instruktør, skuespiller og teaterdirektør
- ca. 1982: Anders Blichfeldt, musiker
- 1990: Kåre Quist, journalist og tv-vært
- 1991: Lena Maria Christensen, skuespillerinde[1]
- ca. 1994: Carsten Fredgaard, fodboldspiller
- 1994: Rikke Rønholt, management konsulent og atlet
- 2007: Lotte Friis, svømmer
- 2007: Julie Rudbæk, skuespiller
- 2008: Sofie Hagen, standup-komiker
- 2012: Peter Rothmann Rasmussen, professionel counter strike-spiller

## Rektorer
- 1978–2003: Jørgen Castenschiold
- 2003–2020: Kirsten Schiellerup
- 2020–: Anders Wind